# Weissia perpusilla
Weissia perpusilla là một loài Rêu trong họ Pottiaceae. Loài này được (Müll. Hal.) I.G. Stone miêu tả khoa học đầu tiên năm 1980.